# Vogelsang (Kolonia)
Vogelsang, Köln-Vogelsang — dzielnica miasta Kolonia w Niemczech, w okręgu administracyjnym Ehrenfeld, w kraju związkowym Nadrenia Północna-Westfalia, na lewym brzegu Renu. 